# Escut de Peralada
L'escut oficial de Peralada té el següent blasonament:
Escut caironat partit: 1r. d'argent, una creu plena d'atzur; 2n. de gules, 3 pals d'or carregats cada un de 3 rocs d'atzur. Per timbre una corona de comte.

## Història
Va ser aprovat el 14 de juny de 1988 i publicat al DOGC l'11 de juliol del mateix any amb el número 1016.
El castell de la vila (del segle ix, reconstruït al xiv i engrandit en estil renaixentista al segle xix), que ara és un famós casino de joc, fou el centre del comtat de Peralada. El comtat, originàriament lligat al d'Empúries (un dels comtats fundadors de Catalunya), fou concedit el 1599 a Francesc Jofre de Rocabertí. L'escut de la població presenta tradicionalment una creu d'atzur sobre camper d'argent i les armes parlants dels Rocabertí: tres pals d'or sobre camper de gules, carregats amb rocs d'atzur. Al capdamunt, la corona recorda els comtes de Peralada.